# Plateau de Rochebonne
Plateau de Rochebonne este o arie protejată (sit de importanță comunitară — SCI) din Franța întinsă pe o suprafață de 18.775 ha, integral marine.

## Localizare
Centrul sitului Plateau de Rochebonne este situat la coordonatele 46°11′20″N 2°27′18″W / 46.1888°N 2.45498°V.

## Înființare
Situl Plateau de Rochebonne a fost declarat arie specială de conservare în baza directivei 92/43 din 1992 referitoare la conservarea habitatelor naturale și a faunei și florei sălbatice pentru a proteja 2 specii de animale.

## Biodiversitate
Situată în ecoregiunea atlantică, aria protejată conține 1 habitat natural: Recifuri.
La baza desemnării sitului se află mai multe specii protejate de  mamifere (2): marsuin (Phocoena phocoena), delfin mare (Tursiops truncatus)
Pe lângă speciile protejate, pe teritoriul sitului au mai fost identificate 4 specii de mamifere, 17 specii de nevertebrate, 1 specie de pești, 1 specie de reptile.